# Jarkko Oikarinen
Jarkko Oikarinen, på IRC känd som WiZ, är född 16 augusti 1967 i Kuusamo, Finland. Han utvecklade Internets första chattnätverk vid namn IRC, vilket står för Internet Relay Chat. Oikarinen skrev den första servern och klienten i augusti 1988, då han jobbade vid Uleåborgs universitet. Det skrevs ursprungligen för att ersätta programmet MUT (MultiUser Talk) på den finska BBS:en OuluBox.
Oikarinen blev fil.dr. vid Uleåborgs universitet 1999. Han har forskat främst inom områdena datorgrafik och bilddiagnostik.

### Böcker och avhandlingar[1]
- Accelerating Direct Volume Rendering using Seed Filling in the View Lattice (1999)
- Jarkko Oikarinen och Darren Reed, Internet Relay Chat Protocol - Internet Network Working Group Request for Comments (1993)
- Aivoleikkaustyöaseman visualisointijärjestelmä (engelsk titel Visualization System for Neurosurgical Workstation) (1992)

### Andra publikationer
- Minna Mäkiranta, Jukka Jauhiainen, Jarkko Oikarinen, Juhani Pyhtinen och Osmo Tervonen, Functional Magnetic Resonance Imaging of Swine Brain During Change in Thiopental Anesthesia into EEG Burst-Suppression Level - A Preliminary Study MAGMA volym 15, nummer 1-3, sid27-35 (2002)
- Liisa Kerttula, Mauno Kurunlahti, Jukka Jauhiainen, Antero Koivula, Jarkko Oikarinen och Osmo Tervonen, Apparent diffusion coefficients and T2 relaxation time measurements to evaluate disc degeneration, Acta Radiologica volym 42, nummer 6, sid 585-591 (2001)
- Liisa Kerttula, Jukka Jauhiainen, Osmo Tervonen, Ilkka Suramo, Antero Koivula och Jarkko Oikarinen, Apparent diffusion coefficient in thoracolumbar intervertebral discs of healthy volunteers, Journal of Magnetic Resonance Imaging, nummer 12, sid 255-260 (2000)
- Vesa Kiviniemi, Jukka Jauhiainen, Osmo Tervonen, Eija Paakko, Jarkko Oikarinen, Vilho Vainionpaa och Heikki Rantala, Slow vasomotor fluctuation in fmri of anesthetized child brain, Magnetic Resonance in Medicine, volym 44, nummer3, sid 373-378 (2000)
- Jarkko Oikarinen, Rami Hietala och Lasse Jyrkinen, Volume Graphics, kapitlet High-Quality Volume Rendering using Seed Filling in View Lattice, Springer-Verlag (2000)
- Jarkko Oikarinen, Using 2- and 2.5-dimensional seed filling in view lattice to accelerate volumetric rendering, Computers and Graphics, volym 22, nummer 6, sid 745-757 (1999)
- Jarkko Oikarinen, Rami Hietala och Lasse Jyrkinen, Volume rendering using seed filling acceleration: Supporting cut planes by fast reseeding, Computer-Aided Surgery, volym 4, nummer 4 (1999)
- Jarkko Oikarinen och Lasse Jyrkinen, Maximum intensity projection by 3-dimensional seed filling in view lattice, Computer Networks and ISDN Systems, volym 30, sid 2003-2014 (1998)
- Heikki Lopponen, Tuomas Holma, Matti Sorri, Lasse Jyrkinen, Virpi Karhula, Antero Koivula, Eero Ilkko, Juhani Laitinen, John Koivukangas, Jarkko Oikarinen och Osmo Alamaki, Computer tomography data based rapid prototyping model of the temporal bone before cochlear implant surgery, Acta Otolaryhgologica (suppl.), volym 529, sid 47-49 (1997)
- Esa Heikkinen, John Koivukangas, Jyrki Alakuijala, Yrjo Louhisalmi, Jarkko Oikarinen och Paavo Eskelinen, Neuronavigation in brain and spinal surgery, Journal of Computer-Aided Surgery, volym 1, nummer 1, sid 19-22 (1995)
- John Koivukangas, Yrjo Louhisalmi, Jyrki Alakuijala och Jarkko Oikarinen, Neuronavigator-guided cerebral biopsy, Acta Neurochirurgica (suppl.), volym 58, sid 71-74 (1993)
- John Koivukangas, Yrjo Louhisalmi, Jyrki Alakuijala och Jarkko Oikarinen, Ultrasound controlled neuronavigator-guided brain surgery, Journal of Neurosurgery, volym 79, sid 36-42 (1993)
- Jarkko Oikarinen, Jyrki Alakuijala, Yrjo Louhisalmi, Sami Sallinen, Hannu Helminen och John Koivukangas, The Oulu Neuronavigator System: Intraoperative ultrasonography in the verification of neurosurgical localization and visualization, American Association of Neurological Surgeons (AANS), sid 233-246 (1993)